# احمدرضا عابدزاده
احمدرضا عابدزاده (زادهٔ ۴ خرداد ۱۳۴۵) دروازه‌بان سابق تیم ملی فوتبال ایران و باشگاه‌های استقلال و پرسپولیس است. او به همراه تیم ملی به قهرمانی در مسابقات فوتبال بازی‌های آسیایی ۱۹۹۰ در پکن با سرمربیگری علی پروین و همچنین دو مقام سومی در جام ملت‌های آسیا در سال‌های ۱۹۸۸ و ۱۹۹۶ رسیده است و همراه با تیم ملی به جام جهانی ۱۹۹۸ صعود کرده است. او همچنین همراه با باشگاه استقلال (دومین عنوان) به قهرمانی جام باشگاه‌های آسیا ۹۱–۱۹۹۰ و در جام باشگاه‌های آسیا ۱۹۹۱ به مقام نایب قهرمانی دست پیدا کرده است. امیر عابدزاده یکی از دو فرزند اوست و همانند پدرش دروازه‌بان فوتبال است.

## دوران ورزشی
احمدرضا عابدزاده فوتبال خود را در سال ۱۳۶۰ از تیم فوتبال هلال احمر اصفهان شروع کرد سپس به تیم تام اصفهان منتقل شد و در سال ۱۳۶۲ موفق به کسب عنوان قهرمانی اصفهان با این تیم شد و در سال ۱۳۶۴ به تیم جوانان اصفهان دعوت شد.
وی در سال ۱۳۶۴ (۱۹ سالگی) به اردوی تیم ملی جوانان دعوت شد و اوللین بازی خود را در مسابقات جام بین‌المللی دهه فجر انجام داد و در سال ۱۳۶۵ موفق به کسب عنوان قهرمانی با تیم فوتبال منتخب اصفهان در دومین دوره از مسابقات فوتبال لیگ استانی قدس شد. در سال ۱۳۶۶ عابدزاده برای انجام خدمات سربازی به تیم ژاندارمری تهران پیوست و پس از دو سال در سال ۱۳۶۸ مجدداً به تام بازگشت.
او در سال ۱۳۶۹، به تیم استقلال تهران پیوست و وی در همین سال ازدواج کرد و به مقام قهرمانی لیگ فوتبال ایران رسید؛ عابدزاده در همان سال موفق به کسب عنوان قهرمانی (با مهار سه ضربه پنالتی از او برابر کره شمالی در فینال) با تیم ملی فوتبال ایران در بازی‌های آسیایی ۱۹۹۰ پکن شد.
او در سال ۱۳۷۰ موفق به کسب قهرمانی جام باشگاه‌های آسیا با تیم استقلال تهران شد و بعد از پیروزی استقلال تهران در فینال مسابقات برابر لیائونینگ چین، کاندیدای برترین دروازه‌بان آسیا شد و در همان سال موفق به کسب قهرمانی جام باشگاه‌های تهران همراه استقلال تهران شد.
وی در سال ۱۳۷۲ به تیم سیمان سپاهان اصفهان پیوست و برای این تیم تنها یک بازی انجام داد. تنها بازی عابدزاده در سپاهان در مسابقات جام حذفی و در بازی برگشت برابر تیم بانک صادرات کرمانشاه بود. او در سال ۱۳۷۳ به تیم پرسپولیس پیوست و تا آخر دوران بازیگری در این تیم ماند وی در ۷۸ بازی ملی شرکت نموده و مجموعاً ۵۲ گل دریافت کرده است که از این جهت رکورد باقی گذاشت. وی در بازی‌های مقدماتی جام جهانی ۱۹۹۸ فرانسه یکی از ارکان موفقیت تیم ملی فوتبال ایران در راه صعود به جام جهانی بود.
اوج شهرت احمدرضا در بازی‌های آسیایی ۱۹۹۰ پکن اتفاق افتاد که با وجود آسیب دیدگی از ناحیهٔ انگشتان دست، با مهار سه ضربه پنالتی در فینال مسابقات در برابر کره شمالی ایران را به قهرمانی آسیا رساند او در طول این مسابقات جمعاً ۲ گل دریافت کرد که هر دو گل نیز از روی نقطه پنالتی وارد دروازه عابدزاده شد. در آن دوره از مسابقات علی پروین سرمربی تیم ملی فوتبال ایران بود.
پس از درخشش او در این مسابقات بود که عابدزاده عنوان عقاب آسیا لقب گرفت.
عابدزاده در بازی‌های مرحله نهایی انتخابی جام جهانی فوتبال ۱۹۹۸ فرانسه در بازی آخر در مقابل استرالیا که در شهر ملبورن و در حضور پرشمار تماشاگران استرالیایی برگزار شد با درخشش فوق‌العاده و روحیه دادن به بازیکنان در بسیاری از لحظات بازی یکی از ارکان اصلی صعود ایران به جام جهانی بود.
در نظرسنجی برنامه نود در سال ۱۳۸۸ وی به عنوان محبوب‌ترین بازیکن سه دهه اخیر فوتبال ایران انتخاب شد.
وی سرانجام روز جمعه ۲۳ دی ماه سال ۱۳۸۴ در حالی که چند سال بود که فوتبال را کنار گذاشته بود، به صورت افتخاری در دیدار دوستانه پرسپولیس با بایرن مونیخ مدت کوتاهی بازی کرد و به صورت رسمی از دنیای فوتبال خداحافظی کرد. الیور کان (دروازه‌بان تیم ملی فوتبال آلمان و باشگاه بایرن مونیخ) و احمدرضا عابدزاده، یکدیگر را در آغوش گرفتند.
با بازی خدا حافظی احمد رضا عابدزاد در آپارات

## تقویم افتخارات ورزشی

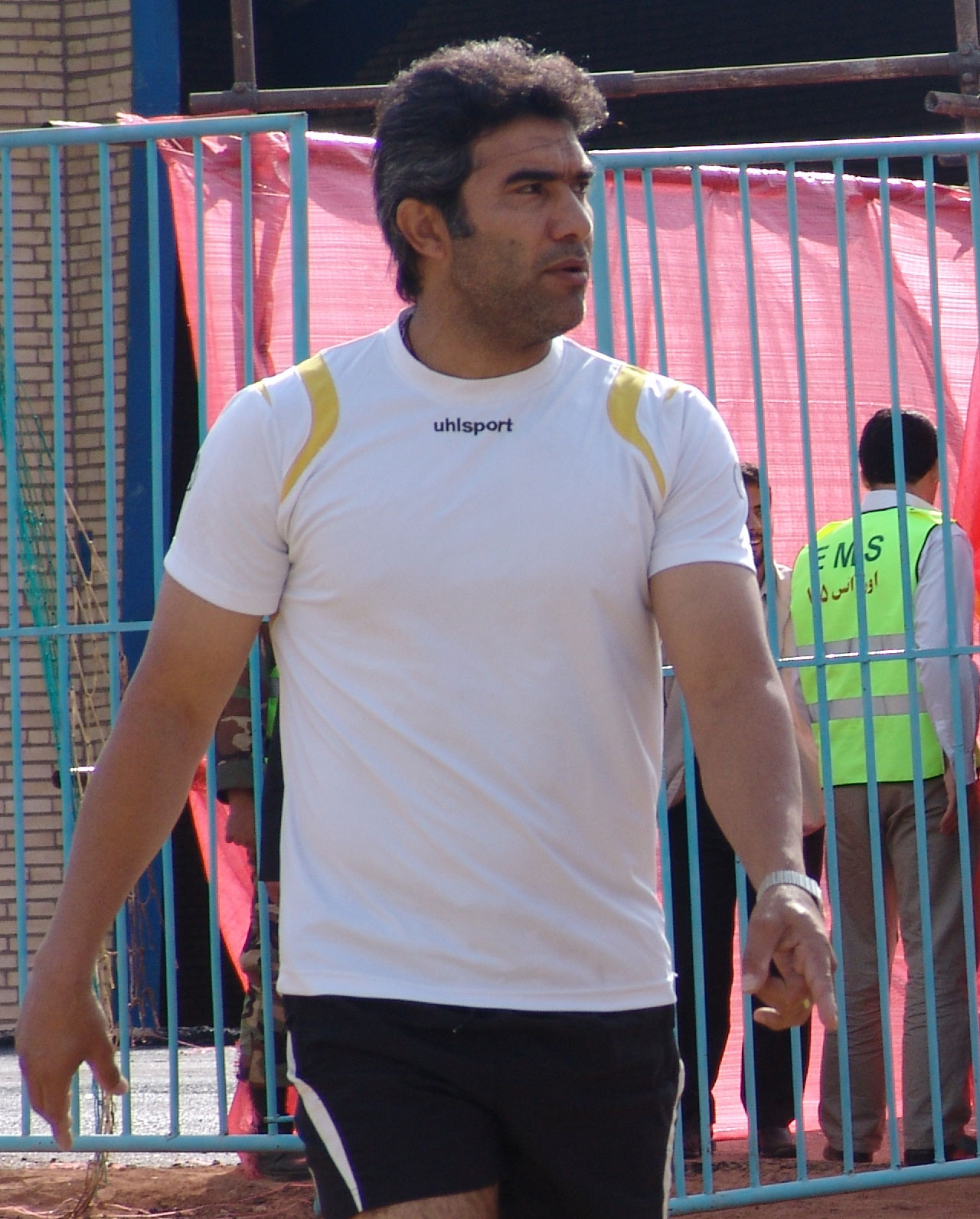
احمدرضا عابدزاده در سال ۱۳۸۷

مهر ۱۳۶۲: کسب قهرمانی اصفهان با تیم «تام» در هفده سالگی
دی ۱۳۶۵: قهرمانی با تیم فوتبال منتخب اصفهان در دومین دوره از مسابقات فوتبال لیگ استانی قدس
اردیبهشت ۱۳۶۹: عزیمت به تهران و حضور در تیم فوتبال استقلال تهران و کسب قهرمانی لیگ کشور با آبی پوشان در روز چهارم خرداد ۶۹
مهرماه ۱۳۶۹: قهرمانی با تیم ملی در بازی‌های آسیایی ۱۹۹۰ پکن، با مهار سه ضربه پنالتی برابر کره شمالی در فینال
مرداد ماه ۱۳۷۰: قهرمانی جام باشگاه‌های آسیا با استقلال بعد از پیروزی دو بر یک برابر تیم لیائونینگ چین
دی ماه ۱۳۷۰: نایب قهرمانی جام باشگاه‌های آسیا با استقلال بعد از شکست مقابل الهلال عربستان در ضربات پنالتی
بهمن ماه ۱۳۷۰: قهرمانی با تیم استقلال در مسابقات فوتبال جام باشگاه‌های تهران
دی ماه ۱۳۷۴: قهرمانی با پرسپولیس در مسابقات فوتبال لیگ پنجم آزادگان و رکورد هجده بازی متوالی بدون گل خورده
تیرماه ۱۳۷۶: قهرمانی با پرسپولیس در مسابقات فوتبال لیگ ششم آزادگان
آذر ماه ۱۳۷۶: صعود با تیم ملی فوتبال به مسابقات جام جهانی ۱۹۹۸ فرانسه بعد از مساوی با تیم ملی استرالیا به دلیل گل زده بیشتر در خانه حریف
خرداد ماه ۱۳۷۸: قهرمانی با پرسپولیس در لیگ هشتم آزادگان
اردیبهشت ۱۳۷۹: قهرمانی با پرسپولیس در لیگ نهم آزادگان.

## افتخارات
باشگاهی
| تورنمنت             | قهرمانی                               | نایب قهرمانی           |
| ------------------- | ------------------------------------- | ---------------------- |
| جام باشگاه‌های آسیا  | ۱ بار ۱۹۹۱                            | ۱ بار ۱۹۹۱–۹۲          |
| لیگ آزادگان         | ۴ بار ۱۳۷۴، ۷۶–۱۳۷۵، ۷۸–۱۳۷۷، ۷۹–۱۳۷۸ | ۲ بار ۱۳۷۰–۷۱، ۱۳۷۹–۸۰ |
| لیگ قدس             | ۲ بار ۱۳۶۵، ۱۳۶۸–۶۹                   | -                      |
| جام حذفی            | ۱ بار ۱۳۷۷–۷۸                         | -                      |
| جام باشگاه‌های تهران | ۱ بار ۱۳۷۰                            | -                      |

ملی
| تورنمنت          | عنوان                            |
| ---------------- | -------------------------------- |
| بازی‌های آسیایی   | قهرمانی (۱ بار) ۱۹۹۰             |
| جام ملت‌های آسیا  | سومی (۲ بار) ۱۹۸۸، ۱۹۹۶          |
| جام جهانی فوتبال | صعود به مرحلهٔ گروهی (۱ بار) ۱۹۹۸ |

## آسیب دیدگی و کما
احمدرضا عابدزاده در ۱۲ اسفند ۱۳۸۰ به دلیل سردرد شدید در بیمارستان کسری تهران بستری شد و به کما رفت و مردم و هواداران او که نگران سلامتی وی بودند، چندین روز بیرون بیمارستان تجمع کردند تا او مورد عمل جراحی قرار گرفت و بعد از جراحی در ناحیه مغز، تا مدتی توان تکلم خود را ازدست داد. او پس از این عمل برای ادامه درمان و خارج کردن لخته خونی که در سرش ایجاد شده بود به سوئد رفت و چندین عمل جراحی انجام داد تا بعد از طی کردن دوران نقاهت، به زندگی عادی بازگشت.

## حضور در سینما
احمدرضا عابدزاده در فیلم ازدواج غیابی در نقش خودش بازی کرد.

## مربی‌گری
عابدزاده مربی‌گری را در سال ۱۳۷۹ در تیم سایپا به عنوان مربی دروازه‌بانان شروع کرد، وی در سال ۱۳۸۳ به تیم استقلال اهواز رفت و از تیر ۱۳۸۷ تا دی ۱۳۸۸ به عنوان مربی دروازه‌بانان باشگاه پرسپولیس فعالیت داشت. وی در سال ۲۰۱۰ با سمت مربی به تیم استیل‌آذین رفت.
در سال ۲۰۱۴ به دنبال مشکلات بابک زنجانی مالک باشگاه راه‌آهن و خرید امتیاز این تیم توسط حمید استیلی با سمت مربی دروازه بانان این تیم به فوتبال و لیگ برتر برگشت.

## آمار ملی

### بازی‌های ملی
| ایران | ایران | ایران    | ایران    |
| سال   | بازی  | کلین شیت | گل خورده |
| ----- | ----- | -------- | -------- |
| ۱۹۸۸  | ۹     | ۶        | ۵        |
| ۱۹۸۹  | ۱۰    | ۵        | ۸        |
| ۱۹۹۰  | ۵     | ۴        | ۱        |
| ۱۹۹۱  | ۲     | ۰        | ۲        |
| ۱۹۹۲  | ۴     | ۲        | ۲        |
| ۱۹۹۳  | ۳     | ۱        | ۲        |
| ۱۹۹۶  | ۱۴    | ۸        | ۷        |
| ۱۹۹۷  | ۲۰    | ۹        | ۱۷       |
| ۱۹۹۸  | ۶     | ۰        | ۸        |
| مجموع | ۷۳    | ۳۵       | ۵۲       |

## احمدرضا عابدزاده برترین دروازه‌بان پس از انقلاب
در نظرسنجی پیامکی برنامه ۹۰ با شرکت یک میلیون و ۸۰۲ هزار نفر احمدرضا عابدزاده با ۵۹ درصد آرا عنوان برترین دروازه‌بان پس از انقلاب را کسب کرد، ناصر حجازی با ۳۲ درصد دوم شد و سید مهدی رحمتی و ابراهیم میرزاپور با ۸ و ۱ درصد آرا سوم و چهارم شدند.